# قومولجه تپه
قومولجه تپه مربوط به دوران پیش از تاریخ ایران باستان است و در شهرستان ترکمن، بخش گمیشان، روستای گامیشلی نزار واقع شده و این اثر در تاریخ ۱۰ خرداد ۱۳۸۲ با شمارهٔ ثبت ۸۸۷۸ به‌عنوان یکی از آثار ملی ایران به ثبت رسیده است.